# Paulo Victor Vidotti
Paulo Victor Mileo Vidotti (Assis, São Paulo, 12 de enero de 1987), conocido simplemente como Paulo Victor, es un futbolista brasileño. Juega de portero y su equipo es el Alanyaspor de la Superliga de Turquía.

## Trayectoria

### Flamengo
Comenzó su carrera en el Assisense del Campeonato Paulista da Segunda Divisão en 2004. Ese año el club no alcanzó el ascenso al Campeonato Paulista Série A3 por dos goles. 
Fichó por el Flamengo en 2004 a los 17 años. Desde su llegada al club ganó muchos títulos en la categoría juvenil: tres Campeonato Carioca de Juniores (2005, 2006 y 20007), el Torneio Octávio Pinto Guimarães (2006 y 2007) y la Copa Record Rio de Futebol (2005). Durante ese tiempo solo apareció en la banca del primer equipo.
Fue promovido al primer equipo a comienzos de 2007 por el entrenador Ney Franco. En 2008 fue enviado a préstamo al America de Río de Janeiro, donde jugó 13 encuentros del Campeonato Carioca.
Paulo Victor se estableció como el segundo portero del equipo en 2010, luego de la salida de Bruno y Diego.
En el último encuentro de la Série A 2010 de Brasil, Paulo Victor debutó con el primer equipo contra el Santos FC en el estadio Vila Belmiro en un encuentro que terminó 0-0.
Se volvió el portero titular del equipo en 2011, luego de la transferencia de Marcelo Lomba al Bahia. 

#### Préstamo al Gaziantepspor
El 26 de enero de 2017 el Gaziantepspor de la Superliga de Turquía fichó a préstamo al portero brasileño hasta el término de la temporada 2017-18. Debutó con el club turco tres días después en la derrota por 4-0 ante el Trabzonspor. A pesar de tener un acuerdo por toda la temporada con el club, el jugador dejó el equipo turco antes de lo previsto debido a atrasos de pagos de salarios.

### Al-Ettifaq
El 8 de julio de 2022 fichó con el Al-Ettifaq de la Liga Profesional Saudí.

## Estadísticas
Actualizado al último partido disputado el 31 de octubre de 2019
| Part. | Goles         | Part.         | Goles | Part. | Goles | Part. | Goles | Part. | Goles |   |     |   |
| Flamengo · Brasil | 1.ª           | 2010          | 1     | 0     | 0     | 0     | 0     | 0     | 0     | 0 | 1   | 0 |
| Flamengo · Brasil | 1.ª           | 2011          | 3     | 0     | 0     | 0     | 1     | 0     | 0     | 0 | 4   | 0 |
| Flamengo · Brasil | 1.ª           | 2012          | 19    | 0     | 0     | 0     | 2     | 0     | 5     | 0 | 26  | 0 |
| Flamengo · Brasil | 1.ª           | 2013          | 13    | 0     | 2     | 0     | -     | -     | 1     | 0 | 16  | 0 |
| Flamengo · Brasil | 1.ª           | 2014          | 29    | 0     | 6     | 0     | 0     | 0     | 3     | 0 | 38  | 0 |
| Flamengo · Brasil | 1.ª           | 2015          | 24    | 0     | 5     | 0     | -     | -     | 15    | 0 | 44  | 0 |
| Flamengo · Brasil | 1.ª           | 2016          | 5     | 0     | 4     | 0     | 1     | 0     | 19    | 0 | 29  | 0 |
| Flamengo · Brasil | 1.ª           | 2017          | 0     | 0     | 0     | 0     | 0     | 0     | 0     | 0 | 0   | 0 |
| Flamengo · Brasil | Total club    | Total club    | 94    | 0     | 17    | 0     | 4     | 0     | 43    | 0 | 158 | 0 |
| America-RJ · Brasil | Reg           | 2008          | -     | -     | -     | -     | -     | -     | 13    | 0 | 13  | 0 |
| America-RJ · Brasil | Total club    | Total club    | 0     | 0     | 0     | 0     | 0     | 0     | 13    | 0 | 13  | 0 |
| Gaziantepspor Turquía | 1.ª           | 2016-17       | 14    | 0     | 0     | 0     | -     | -     | -     | - | 14  | 0 |
| Gaziantepspor Turquía | Total club    | Total club    | 14    | 0     | 0     | 0     | 0     | 0     | 0     | 0 | 14  | 0 |
| Grêmio · Brasil | 1.ª           | 2017          | 10    | 0     | 0     | 0     | 0     | 0     | 0     | 0 | 10  | 0 |
| Grêmio · Brasil | 1.ª           | 2018          | 20    | 0     | 1     | 0     | 0     | 0     | 3     | 0 | 24  | 0 |
| Grêmio · Brasil | 1.ª           | 2019          | 20    | 0     | 6     | 0     | 12    | 0     | 10    | 0 | 48  | 0 |
| Grêmio · Brasil | Total club    | Total club    | 50    | 0     | 7     | 0     | 12    | 0     | 13    | 0 | 82  | 0 |
| Total carrera | Total carrera | Total carrera | 158   | 0     | 24    | 0     | 16    | 0     | 69    | 0 | 267 | 0 |
| (1) Incluye datos de la Copa Brasil (2) Incluye datos de la Copa Sudamericana y la Copa Libertadores (3) Incluye datos del Campeonato Carioca y el Campeonato Gaúcho |               |               |       |       |       |       |       |       |       |   |     |   |

## Palmarés

### Títulos nacionales
| Título                       | Club           | País   | Año  |
| ---------------------------- | -------------- | ------ | ---- |
| Campeonato Brasileño Série A | C. R. Flamengo | Brasil | 2009 |
| Copa de Brasil               | C. R. Flamengo | Brasil | 2013 |

### Títulos internacionales
| Título              | Club   | Continente | Año  |
| ------------------- | ------ | ---------- | ---- |
| Copa Libertadores   | Grêmio | Sudamérica | 2017 |
| Recopa Sudamericana | Grêmio | Sudamérica | 2018 |

### Títulos estatales
| Título             | Club           | Estado             | Año  |
| ------------------ | -------------- | ------------------ | ---- |
| Campeonato Carioca | C. R. Flamengo | Río de Janeiro     | 2007 |
| Campeonato Carioca | C. R. Flamengo | Río de Janeiro     | 2008 |
| Campeonato Carioca | C. R. Flamengo | Río de Janeiro     | 2009 |
| Campeonato Carioca | C. R. Flamengo | Río de Janeiro     | 2011 |
| Campeonato Carioca | C. R. Flamengo | Río de Janeiro     | 2014 |
| Campeonato Gaúcho  | Grêmio         | Río Grande del Sur | 2018 |
| Campeonato Gaúcho  | Grêmio         | Río Grande del Sur | 2019 |